# Sheikh ul Alam Airport
Sheikh ul Alam Airport är en flygplats i Indien.   Den ligger i unionsterritoriet Jammu och Kashmir, i den norra delen av landet, 600 km norr om huvudstaden New Delhi. Sheikh ul Alam Airport ligger 1 655 meter över havet.
Terrängen runt Sheikh ul Alam Airport är platt åt nordost, men åt sydväst är den kuperad. Runt Sheikh ul Alam Airport är det tätbefolkat, med 659 invånare per kvadratkilometer. Närmaste större samhälle är Srinagar, 11,3 km norr om Sheikh ul Alam Airport. Trakten runt Sheikh ul Alam Airport består till största delen av jordbruksmark.